# کوسوکه یاماشیتا
کوسوکه یاماشیتا (انگلیسی: Kosuke Yamashita; ۱۷ فوریهٔ ۱۹۷۴ – ) آهنگساز، تنظیم اهل ژاپن بود. وی از سال ۱۹۹۶ میلادی تاکنون مشغول فعالیت بوده‌است.